# Harold Hotelling
Harold Hotelling (1895-1973) est un statisticien et un économiste américain. Il est principalement connu pour ses apports théoriques en économie avec la loi de Hotelling, le lemme de Hotelling et la rente d'Hotelling. Il a également développé la méthode d'analyse en composantes principales, qui est largement utilisée en informatique et en statistiques.
Il est professeur associé en mathématiques à l'université Stanford entre 1927 et 1931, membre de l'université Columbia de 1931 à 1946 et professeur de statistiques à l'université de Caroline du Nord à Chapel Hill de 1946 à sa mort. Une rue porte son nom à  Chapel Hill.
Harold Hotelling a écrit peu d'articles, mais ses quelques contributions sont suffisamment remarquées pour en faire un des chefs de file de l'école parétienne, à la suite de la 'résurrection' néo-classique des années 1930. 

## Statistiques
Bien que nommé professeur d'économie à l'université Columbia, Harold Hotelling est avant tout un statisticien. Ses travaux de mathématique statistique, notamment son article célèbre de 1931 sur l'utilisation de la loi T de Student pour la validation d'hypothèses, dans lequel il pose les linéaments de ce qui sera ensuite appelé les intervalles de confiance. Hotelling est également à l'origine des méthodes d'analyse en composantes principales avec son article de 1933. L'analyse en composantes principales est un fondement des méthodes statistiques de fouilles de données. À Columbia, il s'assure ainsi que les étudiants disposent de solides bases en théorie statistique. Kenneth Arrow et Milton Friedman ont été ses élèves et il a appuyé la nomination de Abraham Wald.

## Économie
Plusieurs aires de recherche en économie sont influencées par les travaux d'Hotelling. Pendant qu'il est à l'université de Washington, il est poussé à passer des mathématiques pures aux mathématiques appliquées à l'économie par Eric Temple Bell. Dans les années 1940, alors à l'université Columbia, il encourage à son tour Kenneth Arrow à étudier la théorie économique générale, et à y appliquer les mathématiques et les statistiques. 

### Économie spatiale
Son article de 1929 sur la stabilité de la concurrence introduit la notion de concurrence spatiale en situation de duopole. L'espace n'est plus un obstacle au commerce comme les autres, mais un vrai déterminant de la localisation des producteurs. 
La loi de Hotelling affirme que, sur la plupart des marchés, la concurrence conduit les producteurs à réduire la différence entre leurs produits. Cette loi est aussi appelée principe de différenciation minimale.

### Socialisme de marché (georgisme)
À la suite de ses travaux en économie spatiale, Hotelling se rendit compte qu'il serait possible et socialement optimal de financer les investissements dans les biens publics avec un impôt unique, selon les principes georgistes définis dans l'ouvrage d'Henry George Progress and Poverty, et d'ensuite fournir ces biens et services à un coût très faible (voire gratuitement). Il montra en effet que la congestion touchant plusieurs biens publics locaux (comme des trains ou des routes) pousse les consommateurs à créer un nouveau coût marginal afin d'exclure les autres. En d'autres termes, combien les utilisateurs d'un train seraient-ils prêts à payer en plus pour ne pas perdre leur place au profit d'un autre ? Hotelling devint un défenseur du principe georgiste du péage urbain. Selon lui, l'intérêt d'une telle mesure serait plus de changer les comportements et de compenser ceux qui sont exclus que de rembourser les investissements réalisés en biens publics. 

### Autres travaux
En 1931, il introduit une nouvelle technique en économie, le calcul de variations, désormais célèbre pour son utilisation dans les modèles dans lesquels la ressource finie et non-renouvelable s'épuise progressivement (utilisés en économie de l'environnement).
Son article de 1932 revient sur la théorie de la production et la reformule dans le cadre de la théorie de la décision. Il propose une construction des fonctions de production basée sur la maximisation du profit et pose les fondations de l'approche néo-classique. En 1935, simultanément avec Hicks et Allen il modélise la fonction de consommation. Son adresse présidentielle à la Société d'économétrie en 1938 est restée célèbre pour avoir proposé l'équilibre basé sur la tarification au coût marginal comme une proposition générale de théorie du bien-être : l'efficacité économique est atteinte si chaque bien est produit et tarifé à son coût marginal. Ce sera la base des théorèmes du bien-être dans le cadre de la théorie de l'équilibre général parétien. Il propose aussi à cette occasion une solution de tarification alternative aux systèmes de monopoles naturels.

## Publications
- (en) Harold Hotelling, « A General Mathematical Theory of Depreciation », Journal of the American Statistical Association,‎ 1925
- (en) Harold Hotelling, « Differential Equations Subject to Error », Journal of the American Statistical Association,‎ 1927
- (en) Harold Hotelling et H. Working, « Applications of the Theory of Error to the Interpretation of Trends », Journal of the American Statistical Association,‎ 1929
- (en) Harold Hotelling, « Stability in Competition », Economic Journal,‎ 1929
- « The Economics of Exhaustible Resources », 1931, Journal of Political Economy.
- « The Generalization of Student's Ratio », 1931, Annals of Mathematical Statistics.
- « Edgeworth's Taxation Paradox and the Nature of Supply and Demand Functions », 1932, Journal of Political Economy.
- « Analysis of a Complex of Statistical Variables with Principal Components »,1933, Journal of Educational Psychology
- « Demand Functions with Limited Budgets », 1935, Econometrica.
- « Relation Between Two Sets of Variates », 1936, Biometrika.
- « The General Welfare in Relation to Problems of Taxation and of Railway and Utility Rates », 1938, Econometrica.